# Emanuele Zinato
Emanuele Zinato (Venezia, 31 dicembre 1958) è un critico letterario, italianista e saggista italiano, professore di letteratura italiana contemporanea all'Università di Padova. È il curatore delle opere di Paolo Volponi per Einaudi.

## Biografia
Laureatosi a Venezia, si è formato con Francesco Orlando, Romano Luperini e Alfonso Berardinelli.

Ha insegnato Teoria della letteratura e Letterature comparate all'Università di Padova, dove attualmente è professore ordinario di Letteratura italiana contemporanea.

È membro della redazione delle riviste di teoria letteraria "Allegoria"  e "Moderna", è condirettore di "Studi novecenteschi" . Fa parte della Giuria dei Letterati del Premio Campiello.

Le numerose pubblicazioni documentano una ricerca orientata principalmente su tre direzioni: il rapporto tra letteratura e modernizzazione negli scrittori italiani del secondo Novecento (in particolare Volponi, Fortini, Primo Levi, Sciascia, Calvino, Parise); le retoriche dei testi scientifici seicenteschi, europei e italiani; le idee, le forme e le strategie discorsive della teoria e della critica e della Teoria letteraria dal Novecento in poi.
Collabora a due blog: "Laletteraturaenoi" (di Romano Luperini) e "Le parole e le cose".

## Opere

### Monografie ed edizioni
- Volponi, Palermo, Palumbo, 2001 ISBN 88-8020-429-7
- P. Volponi, Romanzi e prose, 3 voll., Introduzione e apparati filologici a cura di E. Zinato, Torino, Einaudi, 2002-2003 ISBN 88-06-16252-7 ISBN 88-06-16325-6 ISBN 88-06-16326-4
- Il vero in maschera:  dialogismi galileiani, prefazione di F. Orlando, Napoli, Liguori, 2003 ISBN 88-207-3606-3
- Volponi personaggio di romanzo. Con tre testi inediti, (con G. C. Ferretti), Lecce, Manni, 2009 ISBN 978-88-6266-157-7
- Le idee e le forme. La critica letteraria in Italia dal 1900 ai nostri giorni, Roma, Carocci, 2010 ISBN 978-88-430-5581-4
- Modernità italiana. Cultura, lingua e letteratura dagli anni settanta a oggi, (con A. Afribo), Roma, Carocci, 2011 ISBN 978-88-430-6149-5
- Automobili di carta. Spazi e oggetti automobilistici nelle immagini letterarie, Padova University Press, 2012 ISBN 978-88-97385-35-6
- Letteratura come storiografia? Mappe e figure della mutazione italiana, Macerata, Quodlibet, 2015 ISBN 978-88-7462-697-7

### Saggi in rivista
- Ironia, parodia, dissimulazione nei Discorsi di Giovanni Alfonso Borelli, in “Filologia e critica”, XXV, II-III, 2000, pp. 335–358
- Senza mestiere, fuori testo: la critica dalla crisi alla responsabilità, in “Moderna”, VII, 1, 2005, pp. 23–42
- Il lavoro non è (solo) un tema letterario: la letteratura come antropologia economica, in “Moderna”, X, 1, 2008, pp. 115–131
- Landolfi e la tradizione del viaggio immaginario, in “Chroniques italiennes”, n. 81-82, 2008, pp. 1–10
- “Maestro e amico”: Volponi attraverso Pasolini, in “Studi pasoliniani”, 2, 2008, pp. 23–36
- Ritorno del represso e storia letteraria: Francesco Orlando teorico “controtempo”, in “Il Verri”, n. 46, LVI, 2011, pp. 43–53
- Emigrazione, in “Nuova corrente” (fascicolo monografico: Eugenio De Signoribus. Voci per un lessico poetico), LIX, 150, 2012, pp. 67–78
- Etica e desiderio: “Il responsabile delle risorse umane” di Abram Yehoshua, in “Between”, III, 5, 2013, pp. 2–14
- Note su spazio, corpo e percezione in “Aracoeli” di Elsa Morante, in “Cuadernos De Filologia Italiana”, vol. 20, 2013, pp. 37–48

### Saggi in volume
- Introduzione a P. Volponi, Poesie 1946-1994, Torino, Einaudi, 2001, pp. IX-XXVIII
- Sei maestri (Berardinelli, Luperini, Mengaldo, Orlando, Cases, Fortini) in La critica dopo la crisi, a cura di M. Ganeri e N. Merola, Rubbettino, 85-111, 2002, pp. 85–111
- L'Angue nemico. Note su “Paesaggio con serpente”, in Dieci inverni senza Fortini, Atti delle giornate di studio, Siena 14-16 ottobre 2004, a cura di L. Lenzini e F. Rappazzo, Macerata, Quodlibet, 2005, pp. 120–131
- Oggettistica delfiniana, in Guanda Delfini e la cultura modenese a cura di G. Montecchi e A. R. Venturi, Modena, Artestampa, 2007, pp. 101–111
- L'esperienza del “Menabò”, in Il demone dell'anticipazione. Cultura, letteratura, editoria in Elio Vittorini, a cura di E. Esposito, Milano, Il Saggiatore, 2009, pp. 163–175
- Figure animali nella narrativa italiana del secondo Novecento: Sciascia, Primo Levi, Calvino, Volponi, Morante, in Per Romano Luperini, a cura di P. Cataldi, Palermo, Palumbo, 2010, pp. 427–438
- Fra narrativa e saggismo: un patto tra le generazioni, in Finzione cronaca realtà. Scambi e intrecci nella narrativa italiana contemporanea, a cura di H. Serkowska, Massa, Transeuropa, 2011, pp. 109–120
- Ibridazione tra generi e prefigurazione poetico-saggistica nella scrittura di Leonardo Sciascia, in Omaggio a Luminitza Beiu-Paladi, a cura di I. Tcheoff, Acta Universitatis Stockholmiensis, 2011, pp. 242–252
- Parise a New York: gli oggetti della mutazione, in La città e l'esperienza del moderno, a cura di M. Barenghi, G. Langella, G. Turchetta, Pisa, ETS, 2012, pp. 583–592
- Zeno, Gonzalo, Berto, Pin, Arturo, Useppe e tutti gli altri. L'infanzia rappresentata nella letteratura italiana del Novecento, in Il ricordo d'infanzia nelle letterature del Novecento, a cura di S, Brugnolo, Pisa, Pacini, 2012, pp. 97–113
- Figure di padri, tra dissolvenza e persistenza: McCarthy e Coetzee, in Letteratura e conflitti generazionali, a cura di D. Susanetti e N. Distilo, Roma, Carocci, 2013, pp. 323–334
- “Sesterzo energetico”: scrittura e denaro in P. Volponi, in Letteratura e denaro. Ideologie metafore rappresentazioni, Atti del XLI Convegno Interuniversitario, Bressanone luglio 2013, a cura di A. Barbieri ed E. Gregori, Esedra, Padova, 2014, p. 465-478